# 平川歩美
平川 歩美（ひらかわ あゆみ、1977年4月13日 - ）は、長崎県を拠点に活動している日本のラジオパーソナリティ。公立短期大学の英文科を卒業後、1998年からエフエム長崎のパーソナリティを務めている。佐賀県三養基郡みやき町出身。

## 出演
いずれもエフエム長崎の番組。
- Happy Go Lucky[5]
- MORNING ZOO[5]
- NAGASAKI CURIOSITY[5]
- 日曜音楽館[5]
- TRUE COLORS[5] - 火曜「red hot Tuesday」担当[6]
- ベルトモクラブ
- FM Halftime Show ヒラミンゴ（2001年 - 2002年）
- G.Radio ℃ → G.Radio ℃ from KAMOMEスタジオ（2002年 - 2010年）
- Saturday Morning Navi（ - 2010年）[2]
- Spicy voxx → Spicy voxxx → Spicy voxx（2010年 - 2019年） - 水曜・木曜担当
- 創成館 Wings ウルトラ フライデー HYPER!!（2017年 - 2018年）  - 2019年から放送されている復活リニューアル版『HYPER MAX!!』にも出演。
- Be-7 Live Information（2018年）[1]
- Sunrise Station
- Colors（2019年 - ） - 水曜・木曜担当
- ニュース - 火曜担当
- ウィークエンドサプリ - ディレクター[7]

## 執筆
- ながさきプレス（長崎の月刊タウン情報誌） - 記事連載